# Почеркознавство
Почеркознавство — розділ криміналістики, що вивчає розвиток письмово-рухових навичок людини, який розробляє методи дослідження почерку з метою вирішення завдань судової почеркознавчої експертизи.
Почеркознавство вивчає письмо з метою вирішення ідентифікаційних та діагностичних завдань. Письмо є засобом фіксації і зберігання думок людини, і кожна людина має свій унікальний почерк, який залежить від рівня розвитку особи та закріплення письмово-рухових навичок. 
Цікаво, що почерк людини пов’язаний з її умовно-рефлекторними діями та діяльністю великих півкуль головного мозку. Навчання письму та повторення написання одних і тих самих літер призводять до вироблення графічних навичок, які є відносно стійкими протягом життя.
Судове почеркознавство – галузь знань, яка вивчає  закономірності формування, стійкості та  зміни почерку,  а також  розроблює  методи його дослідження для вирішення задач, які мають доказове значення.
Судова почеркознавча експертиза сукупність науково – обґрунтованих прийомів та методів  на підставі яких здійснюється дослідження закономірностей формування почерку та механізму письмово-рухового процесу та розробка методики дослідження такої речі, як  судово-почеркознавча експертиза.
Предмет того, що називають судово-почеркознавча експертиза – це факти, обставини справи, що встановлюють експерти-криміналісти на основі спеціальних знань в області судового почеркознавства, що входять в структуру криміналістичної техніки і науки криміналістики в цілому.
Криміналістичне значення мають такі властивості почерку:
- індивідуальність, тобто характерні особливості почерку, притаманні різним особам;
- динамічна стійкість, тобто стереотипність, стабільність сукупності дій, що здійснюються при письмі, в часі і по відношенню до заважаючих факторів;
- виборча мінливість (варіаційність), тобто результат реакцій організму на різні умови.

Основні завдання, що стоять перед почеркознавчою експертизою:
- визначити, ким виконаний текст досліджуваного документа;
- з'ясувати, одним або різними особами виконані тексти в різних документах;
- визначити справжність підпису.
- Аналіз теоретичних розробок та узагальнення експертної практики дозволяють у науці виокремити основні напрями  розвитку судового почеркознавства у сучасний період (З.С. Меленевська, Н.Г. Шпакович) . Перший напрям стосується дослідження структури вирішення ідентифікаційних завдань з метою оптимізації методики експертизи, а також дослідження закономірностей процесу вирішення експертних завдань. Якщо раніше наукові розробки були спрямовані безпосередньо на об’єкт, тобто на почерк, і методи експертного дослідження базувалися на знаннях почеркових закономірностей, то нині увагу криміналістів привертає «внутрішній», суб’єктивний бік експертної діяльності. Об’єктом дослідження стає власне діяльність експертів. Такі дослідження допомагають оптимізувати роботу експерта-почеркознавця, яку багато років вважали найменш формалізованою, більш залежною від досвіду експерта, його професійних знань, тобто вона мала суто суб’єктивний характер.  Вивчення процесу експертного дослідження, розкриття його закономірностей, об’єктивізація суб’єктивних методів дослідження дозволять зробити професійний досвід надбанням усіх експертів-почеркознавців і на цій основі вдосконалювати методику експертизи.